# 清澄白河フジマル醸造所
清澄白河フジマル醸造所（きよすみしらかわフジマルじょうぞうしょ、FUJIMARU WINE SHOP）は、東京都江東区三好二丁目にあるワインメーカー。都内のワイナリー第2号。

## 概要
2013年（平成25年）、レストラン経営の藤丸智史が、地元・大阪市島之内に都市型ワイナリーを創業したのが始まり。ワインの醸造と販売を業務とした上で、「ワインの飲み手とワインのプロフェッショナルとをマッチングさせる仕事」そんな会社を目指している。2015年（平成27年）、東京都江東区の住宅街と町工場が混在するエリアにレストラン併設のワイナリーを創設した。元鉄工所だったというビルを改装し、1階が醸造所（750ml瓶で年2万本の生産を目指している）で、2階にはワインレストランとテイスティングルームを併設する。
醸造長の木水晶子は、大阪府はかつて生産量がトップクラスのブドウ産地だったことから、ワインショップの経営からスタートした。しかし、農家の高齢化などで耕作放棄するブドウ畑が増えてきて、そこで、自分たちで畑の手入れをしブドウ栽培に乗り出すことになった。2010年（平成22年）、大阪柏原の小さな畑からスタートしたら、徐々に近隣農家からの耕作依頼が増えていった。自家管理する畑が増えれば収穫量も増え醸造場所が必要になる、そこで2013年（平成25年）に大阪に自分たちのワイナリー「島之内フジマル醸造所」を設立した。
醸造所ができると近郊の農家だけでなく、東日本のブドウ産地からブドウの買い取り依頼が入るようになった。点在するブドウ産地から買いつけるとなると、どうしても物流の中心である東京に店舗がある方が良いとゆうことになった。そうしたことから2015年（平成27年）に、東京にワイナリー第2号店を設立することになった。原料のブドウは、山形県からデラウェア、山梨県からはメルローやシャルドネ、千葉県の巨峰、茨城県のマスカット・ベーリーAなどである。

## 沿革
- 2006年（平成18年） - 大阪でワイン販売店をオープン
- 2010年（平成22年） - 大阪松屋町に自社醸造のワイナリー「島之内フジシマ醸造所」を設立
- 2013年（平成25年）3月21日 - 大阪府大阪市島之内に、都市型ワイナリー「島之内フジマル醸造所」を創設
- 2015年（平成27年）6月25日 - 東京都江東区の清澄白河に、都市型ワイナリー「清澄白河フジマル醸造所」をオープン
  - 7月1日 - テイスティングルームをオープン
  - 8月下旬 - 醸造所をオープン

## 施設情報
レストラン
- 営業時間 - 火曜日 - 日曜日、午後5時 - 午後9時30分。
- 土・日・祝 ランチ 午前11時30分 - 午後2時、ディナー 午後5時 - 午後9時30分。
- 定休日 月曜日（祝日の場合は営業、翌火曜日休み）。

テイスティングルーム
- 営業時間 - 火曜日 - 日曜日、午後1時 - 午後9時30分。
- 定休日 月曜日（祝日の場合は営業、翌火曜日休み）。

醸造所
- 醸造所の見学 - レストラン・テイスティングルーム利用者に見学案内。

自社管理ブドウ園（メーヌ型）
- 2ヘクタール（2015年現在）。

## 店舗情報
東京都
- 清澄白河フジマル醸造所 - 東京都江東区三好二丁目。
- ワインショップ&ダイナー FUJIMARU 浅草橋店 - 東京都中央区東日本橋二丁目。

大阪府
- 島之内フジマル醸造所（ワイン食堂） - 大阪府大阪市中央区島之内一丁目。
- ワインショップ&テイスティングバー WINE SHOP FUJIMARU - 大阪府大阪市中央区日本橋二丁目。
- フランスワイン専門店 CAVE DES PAPILLES - 大阪府大阪市中央区安土町一丁目。
- ワインショップ&ワイン食堂 フジマル醸造所 京阪くずは店 - 大阪府牧方市楠葉花園町。
- ワインショップ&デリ FUJIMARU 天満橋店 - 大阪府大阪市中央区釣鐘町。

会員制ネットショップ
- CLUB PAPILLES クラブ・パピーユ - 公式ウェブサイト

## 交通アクセス
鉄道
- 都営大江戸線 - 清澄白河駅より徒歩9分。
- 東京メトロ半蔵門線 - 清澄白河駅より徒歩5分。

## 近隣施設
- 清澄白河駅
- 清澄庭園
- 木場公園
- 東京都現代美術館
- 深川江戸資料館
- 江東区立深川第六中学校
- 江東区立深川第二中学校
- 江東区立元加賀小学校
- 江東区立白河こどもとしょかん